# Portovelo
Portovelo är en ort i Ecuador.   Den ligger i provinsen El Oro, i den sydvästra delen av landet, 400 km söder om huvudstaden Quito. Portovelo ligger 621 meter över havet och antalet invånare är 9 708.
Terrängen runt Portovelo är kuperad åt sydost, men åt nordväst är den bergig. Portovelo ligger nere i en dal. Runt Portovelo är det glesbefolkat, med 9 invånare per kvadratkilometer. Närmaste större samhälle är Piñas, 7,9 km nordväst om Portovelo. Omgivningarna runt Portovelo är huvudsakligen savann.